# Max Sitzler
Max Sitzler (* 1875 in Riesenburg, Westpreußen; † 1952) war ein deutscher Verwaltungsjurist. Zur Zeit der Weimarer Republik wurde er für 17 Jahre Kurator der Universität Kiel.

## Leben
Sitzler begann an der Albert-Ludwigs-Universität Freiburg Philosophie, Rechts- und Staatswissenschaften sowie Nationalökonomie zu studieren. Er wechselte an die heimatliche Albertus-Universität Königsberg und wurde 1895 im Corps Hansea Königsberg recipiert. Als Inaktiver ging er an die Universität Leipzig, die Ludwig-Maximilians-Universität München und die Friedrich-Wilhelms-Universität zu Berlin. Von der Königlichen Universität zu Greifswald wurde er 1901 zum Dr. iur. promoviert. 1903 trat er in die innere Verwaltung Preußens ein, zunächst als Regierungsreferendar in Aurich, dann als Regierungsassessor beim Landratsamt des Kreises Brieg. 1907–1910 war er beim Berliner Polizeipräsidium. Ab 1911 war er zehn Jahre in Koblenz, erst bei der Regierung in Koblenz, dann beim Oberpräsidium der Rheinprovinz, zuletzt als Oberregierungsrat. 1921 wurde er zum Ministerialrat im Preußischen Ministerium für Wissenschaft, Kunst und Volksbildung ernannt. Dort wirkte er in der Abteilung für Volksschulwesen. Seine Spezialgebiete waren Staatsrecht und Verwaltungsrecht, insbesondere Disziplinarrecht und Schulrecht sowie Nationalökonomie.
Im November 1926 wurde er zum Kurator der Christian-Albrechts-Universität zu Kiel ernannt. In einem Brief vom 2. November 1926 begrüßte ihn der Rektor Leonhard Jores „mit Freuden“. 1937 übergab Sitzler in Kitzeberg das neu eröffnete Institut für Meereskunde Kiel an Adolf Remane. In einem Brief an Justus Theodor Valentiner stellte er sich gegen die Rückkehr von Hermann Kantorowicz, der sich in der Kriegsschuldfrage gegen Deutschland ausgesprochen hatte. Wohl mit Erreichen der Altersgrenze schied er 1943 aus dem Kuratorenamt aus. Nach ihm ist eine Kakteenart benannt.